# Кламрот, Карл Антонович

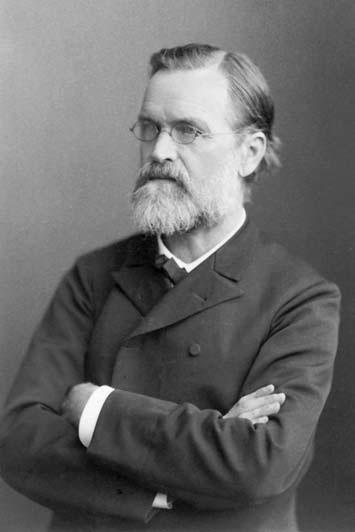
Карл Антонович Кламрот (2 апреля 1890 г.)

Карл Антонович Кламрот (нем. Karl Klamroth; 1828—1912) — российский скрипач немецкого происхождения. Отец художника Антона Кламрота.

## Биография
Родился в Тюрингии. Учился у Кароля Липинского. В 1851—1901 гг. жил и работал в Москве: преподавал в собственных музыкальных классах, а в 1863—1865 гг. в классах Московского отделения Императорского русского музыкального общества (будущей Московской консерватории). В дальнейшем вновь преподавал частным образом — среди его учеников, в частности, Георгий Дулов. В 1856—1900 гг. в оркестре Большого театра, в последние годы концертмейстер. Как вспоминал директор Императорских театров Владимир Теляковский,

В оркестре Большого театра был старец концертмейстер Кламрот, пятьдесят лет отсидевший в оркестре, всегда неизменно первым туда приходивший и последним уходивший. Когда он перед отъездом своим на родину в Германию в 1901 году играл последний раз solo на скрипке в опере «Травиата», весь театр как один человек устроил ему грандиозную овацию. Было много трогательного в этом прощании навсегда со стариком, прожившим полвека на чужбине.

Кламроту принадлежит некоторое количество камерных сочинений, в том числе сборник вальсов для фортепиано в четыре руки «Прощание с Родиной» (нем. Mein Lebewohl an die Heimath; 1851), произведения для скрипки и для струнного квартета.